# Oreogrammitis ramicola
Oreogrammitis ramicola är en stensöteväxtart som beskrevs av Barbara S. Parris. Oreogrammitis ramicola ingår i släktet Oreogrammitis och familjen Polypodiaceae. Inga underarter finns listade.